# 韩国贸易政策
韩国贸易政策（：／）以出口为基础，实行开放型经济和自由贸易。

## 历史

### 起源
作为连接大陆和岛屿的半岛国家，以陆路和海路运输为基础的转口贸易蓬勃发展。尤其是在古朝鲜、三国、南北国、高丽和朝鲜时期，尤其如此。加耶的铁器、高丽的人参、朝鲜的漆器等都利用半岛国家的优势，与周边国家进行贸易。

### 近代
在动荡的19世纪和20世纪，朝鲜被迫放弃闭关锁国的政策，开始签署现代条约，并全面开展贸易。此前，朝鲜与清朝和日本进行过有限的贸易，但现在开始与美国、法国、英国和俄罗斯等西方列强进行贸易。日本殖民时期国家主权遭到侵犯，美国军政府时期失去了贸易主权。但随着国内动乱的减少，韩国的贸易政策也逐渐巩固。

### 现代
20世纪60年代以来，韩国全面实现了从农业向工业的转型，发展了第一产业；70、80年代，实现了重工业和第二产业的发展；90年代和21世纪初，认真培育IT产业和数字产业，持续为第四次产业革命做准备。
韩国以制造业为基础，凭借优良的品质、强大的技术实力和低廉的价格，实现了出口导向型的经济增长。由于这些原因，开放的经济体系和自由贸易对于实现自由贸易至关重要。因为封闭的经济和贸易保护主义会给韩国这样的出口型国家造成巨大损失。此外，作为世贸组织的成员，韩国积极开展进出口活动，并与各国签订了自由贸易协定、区域贸易协定和多边贸易协定。目前，韩国已与59个国家签署了自由贸易协定。